# Nati nel 1981/Agosto
| Questa pagina contiene informazioni ricavate automaticamente dalle voci biografiche con l'ausilio del template Bio e di un bot. L'aggiornamento è periodico e automatico e ricostruisce completamente la pagina. Se manca una persona in questa lista, sei pregato di non aggiungerla, ma accertati piuttosto che la sua voce biografica contenga il template Bio e che i dati anagrafici siano correttamente compilati. Se il template Bio manca, inseriscilo tu stesso o, in alternativa, metti l'avviso {{tmp\|Bio}} che ne segnala la mancanza. Se i dati riportati sono sbagliati, correggi direttamente la voce biografica; le modifiche saranno visibili in questa lista entro pochi giorni. Per chiarimenti vedi il progetto biografie. La lista contiene solo le 450 persone che sono citate nell'enciclopedia e per le quali è stato implementato correttamente il template Bio. Pagina aggiornata al 26 lug 2025. |

- 1º agosto - Dragan Blatnjak, allenatore di calcio e ex calciatore bosniaco
- 1º agosto - Émilie Depommier, ex sciatrice alpina francese
- 1º agosto - Amaury Filión, ex cestista dominicano
- 1º agosto - Taylor Fry, attrice statunitense
- 1º agosto - Christofer Heimeroth, dirigente sportivo e ex calciatore tedesco
- 1º agosto - Stephen Hunt, ex calciatore irlandese
- 1º agosto - Manuela Kraller, soprano tedesca
- 1º agosto - Hans Lindberg, pallamanista danese
- 1º agosto - Singa Manzamgala, ex calciatore congolese (Repubblica Democratica del Congo)
- 1º agosto - Stuart McNay, velista statunitense
- 1º agosto - Sally Pressman, attrice e ballerina statunitense
- 2 agosto - Jorge Bava, allenatore di calcio e ex calciatore uruguaiano
- 2 agosto - Charlie Cheever, imprenditore e informatico statunitense
- 2 agosto - Morris Finley, ex cestista statunitense
- 2 agosto - Il'ja Abaev, ex calciatore russo
- 2 agosto - Vlad Miriță, cantante rumeno
- 2 agosto - Óscar Adrián Rojas, ex calciatore messicano
- 2 agosto - Kirsten Zöllner, ex cestista tedesco
- 3 agosto - Ume Aoki, fumettista e illustratrice giapponese
- 3 agosto - Federico Bellone, regista teatrale e produttore teatrale italiano
- 3 agosto - David Colgan, atleta italiano
- 3 agosto - Sebastián Corazza, allenatore di calcio a 5 e ex giocatore di calcio a 5 argentino
- 3 agosto - Michelle Courtens, cantante e violoncellista olandese
- 3 agosto - Ebi Ere, ex cestista nigeriano
- 3 agosto - Omar Galeano, ex cestista uruguaiano
- 3 agosto - Rubén Gracia, ex calciatore spagnolo
- 3 agosto - Pablo Ibáñez, ex calciatore spagnolo
- 3 agosto - Daniel Koprivčić, ex calciatore neozelandese
- 3 agosto - Lucas Lobos, ex calciatore argentino
- 3 agosto - Abdelkarim Nafti, allenatore di calcio e ex calciatore tunisino
- 3 agosto - Natalija Skakun, ex sollevatrice ucraina
- 3 agosto - Ingvild Stensland, ex calciatrice norvegese
- 3 agosto - Travis Willingham, doppiatore statunitense
- 4 agosto - Mohamed Mohsen Abou Greisha, ex calciatore egiziano
- 4 agosto - Benjamin Boukpeti, canoista togolese
- 4 agosto - Erica Carlson, attrice svedese
- 4 agosto - Nicolas Charbonnier, velista francese
- 4 agosto - Jamie Croft, attore australiano
- 4 agosto - Simone Del Nero, ex calciatore italiano
- 4 agosto - Marco Fabroni, pallavolista italiano
- 4 agosto - Ismael Fuentes, ex calciatore cileno
- 4 agosto - Gabriel Fernando Atz, ex calciatore brasiliano
- 4 agosto - Marques Houston, cantante, attore e ballerino statunitense
- 4 agosto - Marina Kazankova, attrice russa
- 4 agosto - Jan Kristiansen, ex calciatore danese
- 4 agosto - Benjamin Lauth, ex calciatore tedesco
- 4 agosto - Meghan Markle, attrice statunitense
- 4 agosto - Luciano Pocrnjic, ex calciatore argentino
- 4 agosto - Florian Silbereisen, cantante, musicista e conduttore televisivo tedesco
- 4 agosto - Hadson Nery, ex calciatore brasiliano
- 4 agosto - Abigail Spencer, attrice statunitense
- 4 agosto - Ayumi Tanimoto, judoka giapponese
- 4 agosto - Marco Vitale, arciere italiano
- 4 agosto - Kevin Walter, giocatore di football americano statunitense
- 5 agosto - David Clarke, ex hockeista su ghiaccio britannico
- 5 agosto - MaJic Dorsey, cestista statunitense
- 5 agosto - Peni Finau, calciatore figiano
- 5 agosto - Maik Franz, ex calciatore tedesco
- 5 agosto - Erik Guay, ex sciatore alpino canadese
- 5 agosto - Travie McCoy, rapper e cantautore statunitense
- 5 agosto - Nery Medina, ex calciatore honduregno
- 5 agosto - Dalal Midhat-Talakić, cantante bosniaca
- 5 agosto - Anna Rawson, golfista australiana
- 5 agosto - Kō Shibasaki, attrice e cantante giapponese
- 5 agosto - Karina Testa, attrice francese
- 5 agosto - Abdou Traoré, ex calciatore maliano
- 5 agosto - David Trapp, ex calciatore beliziano
- 5 agosto - Francesco Vitiello, attore e regista italiano
- 5 agosto - Justice Wamfor, ex calciatore camerunese
- 5 agosto - Sonam Dechen Wangchuck, principessa bhutanese
- 5 agosto - Jesse Williams, attore, modello e attivista statunitense
- 5 agosto - Norbert Witkowski, ex calciatore polacco
- 6 agosto - D'Monn Baker, ex giocatore di football americano e allenatore di football americano statunitense
- 6 agosto - Linda Maria Baros, poetessa, saggista e traduttrice rumena
- 6 agosto - Pema Chophel, ex calciatore bhutanese
- 6 agosto - Gavin Christie, calciatore bahamense
- 6 agosto - Lucie Decosse, judoka francese
- 6 agosto - David Doblas, cestista spagnolo
- 6 agosto - Marco Maria Dolfin, nuotatore e atleta paralimpico italiano
- 6 agosto - Dănuţ Dumbravă, allenatore di rugby a 15 e ex rugbista a 15 rumeno
- 6 agosto - Andrea Gasbarroni, ex calciatore italiano
- 6 agosto - Abdul Kader Keïta, ex calciatore ivoriano
- 6 agosto - Fabrice Mercury, calciatore francese
- 6 agosto - Leslie Odom Jr., attore, cantante e ballerino statunitense
- 6 agosto - José Ron, attore messicano
- 6 agosto - Bernard St. Ange, calciatore seychellese
- 7 agosto - Ángeles Balbiani, attrice e opinionista argentina
- 7 agosto - Anatolij Bogdanov, ex calciatore russo
- 7 agosto - Seydou Kante, ex calciatore ivoriano
- 7 agosto - Paul Kpaka, ex calciatore sierraleonese
- 7 agosto - Ingvill Måkestad Bovim, mezzofondista norvegese
- 7 agosto - David Testo, ex calciatore statunitense
- 7 agosto - Daniele Tomassetti, pallavolista italiano
- 7 agosto - Annerys Vargas, pallavolista dominicana
- 7 agosto - Randy Wayne, attore e produttore cinematografico statunitense
- 7 agosto - Cornel Züger, ex sciatore alpino svizzero
- 8 agosto - Vanessa Amorosi, cantautrice australiana
- 8 agosto - Carla Buttarazzi, attrice italiana
- 8 agosto - Roberto De Feo, regista e sceneggiatore italiano
- 8 agosto - Michael Doyle, allenatore di calcio e ex calciatore irlandese
- 8 agosto - Roger Federer, ex tennista svizzero
- 8 agosto - Meagan Good, attrice statunitense
- 8 agosto - Kaori Iida, cantante e attrice giapponese
- 8 agosto - Valerie LaPointe, regista, sceneggiatrice e animatrice statunitense
- 8 agosto - Céline Maclot, ex cestista belga
- 8 agosto - Kaizer Motaung Junior, ex calciatore sudafricano
- 8 agosto - Simge, cantante turca
- 8 agosto - Mirnes Šišić, ex calciatore sloveno
- 8 agosto - Harel Skaat, cantante israeliano
- 8 agosto - Maria Ylipää, attrice e cantante finlandese
- 9 agosto - Davide Ferrario, cantante, musicista e produttore discografico italiano
- 9 agosto - Jarvis Hayes, ex cestista statunitense
- 9 agosto - Juli, ex calciatore spagnolo
- 9 agosto - Azar Karadas, allenatore di calcio e ex calciatore norvegese
- 9 agosto - Li Jiawei, tennistavolista singaporiana
- 9 agosto - Roland Linz, ex calciatore austriaco
- 9 agosto - Brice Martinet, modello, personaggio televisivo e attore francese
- 9 agosto - Andréanne Morin, canottiera canadese
- 9 agosto - Katsuyuki Nakasuga, pilota motociclistico giapponese
- 9 agosto - Mathieu Raynal, arbitro di rugby a 15 francese
- 9 agosto - Asim Škaljić, ex calciatore bosniaco
- 10 agosto - Natsumi Abe, cantante giapponese
- 10 agosto - Enrico Audenino, regista e sceneggiatore italiano
- 10 agosto - Sergej Baranov, pallavolista russo
- 10 agosto - Lynn Chircop, cantante maltese
- 10 agosto - Emmanuelle Colomban, ex sciatrice alpina francese
- 10 agosto - Leonid Vladimirovič Elenin, astronomo russo
- 10 agosto - Taufik Hidayat, ex giocatore di badminton indonesiano
- 10 agosto - Farxadbek Ïrïsmetov, calciatore kazako
- 10 agosto - Władysław Kosiniak-Kamysz, politico e medico polacco
- 10 agosto - Vítor Lima, ex calciatore portoghese
- 10 agosto - Malek Mouath, ex calciatore saudita
- 10 agosto - Daniel Oprița, allenatore di calcio e ex calciatore rumeno
- 10 agosto - Jon Prescott, attore statunitense
- 10 agosto - Esben Hansen, ex calciatore danese
- 10 agosto - Line Viken, ex sciatrice alpina norvegese
- 10 agosto - Lorena Zaffalon, nuotatrice artistica italiana
- 11 agosto - Deanne Butler, ex cestista e allenatrice di pallacanestro australiana
- 11 agosto - Mauricio Castro, ex calciatore honduregno
- 11 agosto - Ivan Donchev, pianista bulgaro
- 11 agosto - Alan Kusov, ex calciatore russo
- 11 agosto - Ulaş Kıyak, pallavolista turco
- 11 agosto - Urko Otegui, ex cestista spagnolo
- 11 agosto - Diego Rivero, ex calciatore argentino
- 11 agosto - Sandi Thom, cantautrice e polistrumentista scozzese
- 11 agosto - Danai Udomchoke, ex tennista thailandese
- 11 agosto - Dominika Zamara, soprano polacco
- 12 agosto - Nabil Baha, ex calciatore marocchino
- 12 agosto - Flora Bonafini, dirigente sportiva e ex calciatrice italiana
- 12 agosto - Tony Capaldi, ex calciatore nordirlandese
- 12 agosto - Andrea Carè, tenore italiano
- 12 agosto - Djibril Cissé, ex calciatore francese
- 12 agosto - Aleksandr Deduškin, ex cestista russo
- 12 agosto - Emiliano Dudar, ex calciatore argentino
- 12 agosto - Jung Dae-young, pallavolista sudcoreana
- 12 agosto - Gatis Kalniņš, allenatore di calcio e ex calciatore lettone
- 12 agosto - Jacek Kowalczyk, ex calciatore polacco
- 12 agosto - Takuya Nozawa, ex calciatore giapponese
- 12 agosto - Romanus Orjinta, calciatore nigeriano († 2014)
- 12 agosto - Steve Talley, attore statunitense
- 12 agosto - Xu Liang, ex calciatore cinese
- 13 agosto - Irina Crasnoscioc, ex cestista moldava
- 13 agosto - Daniel Deusser, cavaliere tedesco
- 13 agosto - Eduardo Fernandes Pereira Gomes, ex calciatore portoghese
- 13 agosto - Federico Ferrone, regista italiano
- 13 agosto - Remo Fischer, ex fondista svizzero
- 13 agosto - Aftandil Hacıyev, allenatore di calcio e ex calciatore azero
- 13 agosto - Joselio Hanson, giocatore di football americano statunitense
- 13 agosto - Cristina Kelder, ex fondista italiana
- 13 agosto - Benjamin Kibebe, ex calciatore etiope
- 13 agosto - Eva Montesdeoca, ex cestista spagnola
- 13 agosto - Jim Piper, nuotatore australiano
- 13 agosto - Marco Pisano, ex calciatore italiano
- 13 agosto - Lars Pleidrup, allenatore di calcio e ex calciatore danese
- 13 agosto - Sergio Amaury Ponce, ex calciatore messicano
- 13 agosto - Floriano Souza, ex calciatore brasiliano
- 14 agosto - Moisés Aldape, ex ciclista su strada messicano
- 14 agosto - Adrián Araujo, pilota motociclistico spagnolo
- 14 agosto - Earl Barron, ex cestista e allenatore di pallacanestro statunitense
- 14 agosto - Clément Beaune, politico francese
- 14 agosto - Anna Carina, cantante e personaggio televisivo peruviana
- 14 agosto - Bass Sultan Hengzt, rapper tedesco
- 14 agosto - Adamo Coulibaly, ex calciatore francese
- 14 agosto - Matthew Etherington, allenatore di calcio e ex calciatore inglese
- 14 agosto - Ray William Johnson, attore, comico e youtuber statunitense
- 14 agosto - Julius Jones, ex giocatore di football americano statunitense
- 14 agosto - Kofi Kingston, wrestler ghanese
- 14 agosto - Scott Lipsky, ex tennista statunitense
- 14 agosto - Adrienne C. Moore, attrice statunitense
- 14 agosto - Juan Manuel Olivera, allenatore di calcio e ex calciatore uruguaiano
- 14 agosto - Ali Palabıyık, arbitro di calcio turco
- 14 agosto - Benedetta Rinaldi, giornalista, conduttrice televisiva e conduttrice radiofonica italiana
- 14 agosto - Erjon Rizvanolli, ex calciatore albanese
- 14 agosto - Federico Rizzo, attore italiano
- 14 agosto - Sjarhej Sasnoŭski, ex calciatore bielorusso
- 15 agosto - Jurij Bykov, regista russo
- 15 agosto - Jorge Caballero, ex calciatore colombiano
- 15 agosto - Mara Darmousli, ex modella e attrice greca
- 15 agosto - Fúlvio Chiantia de Assis, ex cestista brasiliano
- 15 agosto - Brendan Hansen, ex nuotatore statunitense
- 15 agosto - Im Dong-hyun, arciere sudcoreano
- 15 agosto - Lee Sang-yoon, attore sudcoreano
- 15 agosto - Lisa McInerney, scrittrice e blogger irlandese
- 15 agosto - Oh Jin-hyek, arciere sudcoreano
- 15 agosto - Silvan Zurbriggen, ex sciatore alpino svizzero
- 16 agosto - Guillermo Farré, allenatore di calcio e ex calciatore argentino
- 16 agosto - Denis Gremelmayr, ex tennista tedesco
- 16 agosto - Laura Imai Messina, scrittrice italiana
- 16 agosto - Lee Jung-youl, ex calciatore sudcoreano
- 16 agosto - Taylor Rain, ex attrice pornografica e regista statunitense
- 16 agosto - Leevan Sands, triplista bahamense
- 16 agosto - Roque Santa Cruz, calciatore paraguaiano
- 17 agosto - Anne Hvidsten, cantante norvegese
- 17 agosto - Estefanía Juan Tello, ex sollevatrice spagnola
- 17 agosto - Sacha Lima, calciatore boliviano
- 17 agosto - Helen Lindes, modella spagnola
- 17 agosto - Ivan Martínez, pilota motociclistico spagnolo
- 17 agosto - James Vincent McMorrow, cantautore, musicista e polistrumentista irlandese
- 17 agosto - Chris New, attore, regista e sceneggiatore britannico
- 17 agosto - Alessandro Paparoni, ex pallavolista italiano
- 17 agosto - Craig Rocastle, ex calciatore grenadino
- 17 agosto - Andrej Truškin, ex cestista russo
- 18 agosto - Roberto Bishara, ex calciatore cileno
- 18 agosto - César Delgado, ex calciatore argentino
- 18 agosto - Bobsam Elejiko, calciatore nigeriano († 2011)
- 18 agosto - Juan Javier Estrada, ex ciclista su strada spagnolo
- 18 agosto - Leandro Euzébio, ex calciatore brasiliano
- 18 agosto - Flavio Faggioni, ex hockeista su ghiaccio italiano
- 18 agosto - Luca Felicetti, allenatore di hockey su ghiaccio e ex hockeista su ghiaccio italiano
- 18 agosto - Jan Frodeno, triatleta tedesco
- 18 agosto - Kazuki Hiramoto, ex calciatore giapponese
- 18 agosto - Antonio Marotta, musicista, cantante e compositore italiano
- 18 agosto - Brandon Mouton, ex cestista statunitense
- 18 agosto - Hannu-Pekka Parviainen, stuntman e personaggio televisivo finlandese
- 18 agosto - Nicolas Prost, pilota automobilistico francese
- 18 agosto - Phillip Ramelli, ex cestista statunitense
- 18 agosto - Dīmītrios Salpiggidīs, ex calciatore greco
- 18 agosto - Elena Santarelli, conduttrice televisiva, attrice e showgirl italiana
- 18 agosto - Gleison Pinto dos Santos, ex calciatore brasiliano
- 18 agosto - David Young, ex cestista statunitense
- 18 agosto - Manuela d'Ávila, giornalista, politica e scrittrice brasiliana
- 19 agosto - Ahmed Al Alwany, calciatore libico
- 19 agosto - Nate Burleson, giocatore di football americano canadese
- 19 agosto - Jan Hudec, ex sciatore alpino ceco
- 19 agosto - Sabrina Jonnier, ex mountain biker francese
- 19 agosto - Nick Kennedy, ex rugbista a 15 e dirigente sportivo britannico
- 19 agosto - Liu Yin, giocatrice di curling cinese
- 19 agosto - Péter Orosz, ex calciatore ungherese
- 19 agosto - Kevin Power, scrittore irlandese
- 19 agosto - Taylor Pyatt, ex hockeista su ghiaccio canadese
- 19 agosto - Ricardo Ribeiro, cantante portoghese
- 19 agosto - Belén Scalella, attrice e cantante argentina
- 19 agosto - Davide Serritella, politico italiano
- 19 agosto - Márton Szivós, pallanuotista ungherese
- 19 agosto - Percy Watson, ex wrestler statunitense
- 19 agosto - Moreno, allenatore di calcio e ex calciatore portoghese
- 19 agosto - Zamid Čalaev, poliziotto russo
- 20 agosto - Ben Barnes, attore britannico
- 20 agosto - Serhij Danylovs'kyj, ex calciatore ucraino
- 20 agosto - James Gillingham, ex cestista canadese
- 20 agosto - Artur Kotenko, calciatore estone
- 20 agosto - Ali Liebert, attrice e produttrice cinematografica canadese
- 20 agosto - Bernard Mendy, allenatore di calcio e ex calciatore francese
- 20 agosto - Roberto Nanni, allenatore di calcio, dirigente sportivo e ex calciatore argentino
- 20 agosto - Michael Rady, attore statunitense
- 20 agosto - Byron Saxton, wrestler statunitense
- 20 agosto - Ibrahima Thiam, ex calciatore senegalese
- 20 agosto - Sidney Cristiano dos Santos, ex calciatore brasiliano
- 21 agosto - Valentina Bartolo, attrice italiana
- 21 agosto - Alessandro Beltrami, allenatore di pallavolo italiano
- 21 agosto - Collie Buddz, cantante statunitense
- 21 agosto - Fabio Ceresa, regista teatrale e librettista italiano
- 21 agosto - Joe Gebbia, imprenditore e designer statunitense
- 21 agosto - Ryan Griffiths, calciatore australiano
- 21 agosto - Orel Grinfeld, arbitro di calcio israeliano
- 21 agosto - David Guest, ex hockeista su prato australiano
- 21 agosto - Jiao Zhe, ex calciatore cinese
- 21 agosto - George Midenyo, ex calciatore keniota
- 21 agosto - Toni Moral, ex calciatore spagnolo
- 21 agosto - Joe Murphy, calciatore irlandese
- 21 agosto - Christian Münzner, chitarrista tedesco
- 21 agosto - Benjamín Ruíz, ex calciatore cileno
- 21 agosto - Salih Sadir, calciatore iracheno
- 21 agosto - Gustavo Savoia, ex calciatore argentino
- 21 agosto - Trent Seven, wrestler inglese
- 21 agosto - Silvio Spann, calciatore trinidadiano
- 21 agosto - Ross Thomas, attore e regista statunitense
- 21 agosto - Cameron e Tyler Winklevoss, imprenditore e canottiere statunitense
- 21 agosto - EL Seed, artista tunisino
- 22 agosto - Olivier Busquet, giocatore di poker statunitense
- 22 agosto - Nancy Langat, mezzofondista keniota
- 22 agosto - Ross Marquand, attore statunitense
- 22 agosto - Demet Mutlu, imprenditrice turca
- 22 agosto - Siyabonga Nkosi, ex calciatore sudafricano
- 22 agosto - Riccardo Nuti, politico italiano
- 22 agosto - Christina Obergföll, giavellottista tedesca
- 22 agosto - Logan Pause, ex calciatore statunitense
- 22 agosto - Audrey Peltier, ex sciatrice alpina francese
- 22 agosto - Giovanni Russo, politico italiano
- 22 agosto - Takumi Saitō, attore, modello e cantante giapponese
- 22 agosto - Tales Schütz, ex calciatore brasiliano
- 22 agosto - Laura Tommasella, calciatrice italiana
- 22 agosto - Almir Velagić, sollevatore bosniaco
- 22 agosto - Kris Wilson, giocatore di football americano statunitense
- 23 agosto - Akira, attore, cantante e ballerino giapponese
- 23 agosto - Ljubov Al'oškina, ex cestista ucraina
- 23 agosto - Serge Ayeli, ex calciatore ivoriano
- 23 agosto - Osvaldo Barsottini, allenatore di calcio e ex calciatore argentino
- 23 agosto - Carlos Cuéllar, ex calciatore spagnolo
- 23 agosto - Tony Dobbins, ex cestista e allenatore di pallacanestro statunitense
- 23 agosto - Brice Kabengele, ex cestista romeno
- 23 agosto - Stephan Loboué, ex calciatore tedesco
- 23 agosto - Carmen Luvana, ex attrice pornografica statunitense
- 23 agosto - Manuel Schmid, ex calciatore austriaco
- 23 agosto - Tat'jana Veškurova, velocista russa
- 23 agosto - Éverton dos Santos Figueredo, allenatore di calcio a 5 e ex giocatore di calcio a 5 brasiliano
- 24 agosto - Roderick Briffa, ex calciatore maltese
- 24 agosto - Artem Buc'kyj, ex cestista ucraino
- 24 agosto - Hervé Bugnet, ex calciatore francese
- 24 agosto - Natalia Gussoni, ex tennista argentina
- 24 agosto - Jang Hak-young, calciatore sudcoreano
- 24 agosto - Antonio Jaramillo, attore messicano
- 24 agosto - Seth Kelsey, schermidore statunitense
- 24 agosto - Antonio Meeking, ex cestista statunitense
- 24 agosto - Chad Michael Murray, attore, modello e produttore televisivo statunitense
- 24 agosto - Federico Novella, giornalista, conduttore televisivo e autore televisivo italiano
- 24 agosto - Lorenzo Porzio, musicista e canottiere italiano
- 24 agosto - Andreas Schrott, allenatore di calcio e ex calciatore austriaco
- 24 agosto - Goran Šukalo, ex calciatore sloveno
- 24 agosto - Farshid Talebi, calciatore iraniano
- 24 agosto - Jiro Wang, modello, cantante e attore taiwanese
- 25 agosto - Rachel Bilson, attrice statunitense
- 25 agosto - Aleksej Bugaev, calciatore russo († 2024)
- 25 agosto - Per Inge Jacobsen, allenatore di calcio norvegese
- 25 agosto - Shiva Keshavan, slittinista indiano
- 25 agosto - Elena Konstantinova, ex pallavolista russa
- 25 agosto - Luigi Lavecchia, allenatore di calcio e ex calciatore italiano
- 25 agosto - Camille Pin, ex tennista francese
- 25 agosto - Jean-Julien Rojer, tennista olandese
- 25 agosto - Oussama Souaidy, ex calciatore marocchino
- 25 agosto - Oliver Tompsett, attore e cantante britannico
- 25 agosto - Alessio Villarosa, politico italiano
- 25 agosto - Seçkin Özdemir, attore, conduttore televisivo e conduttore radiofonico turco
- 25 agosto - Vladislav Šajachmetov, ex giocatore di calcio a 5 e ex calciatore russo
- 26 agosto - Bernd Brückler, hockeista su ghiaccio austriaco
- 26 agosto - Jon Condo, giocatore di football americano statunitense
- 26 agosto - Derek Edwardson, allenatore di hockey su ghiaccio e ex hockeista su ghiaccio statunitense
- 26 agosto - Juliano Elizeu Vicentini, ex calciatore brasiliano
- 26 agosto - Andreas Glyniadakīs, ex cestista greco
- 26 agosto - Julio Valentín González, ex calciatore paraguaiano
- 26 agosto - Gwyneth Herbert, cantautrice e produttrice discografica britannica
- 26 agosto - Domonic Jones, ex cestista statunitense
- 26 agosto - Jowan Le Besco, attore francese
- 26 agosto - Libby Ludlow, ex sciatrice alpina statunitense
- 26 agosto - Armando Maita, ex calciatore venezuelano
- 26 agosto - Vaggelīs Moras, allenatore di calcio e ex calciatore greco
- 26 agosto - Carlos Eduardo Moro, ex giocatore di calcio a 5 brasiliano
- 26 agosto - Nico Muhly, musicista, compositore e produttore discografico statunitense
- 26 agosto - Thiago Paz, ex giocatore di calcio a 5 brasiliano
- 26 agosto - Giorgio Poggi, velista italiano
- 26 agosto - Veresa Toma, ex calciatore figiano
- 26 agosto - Andre Toussaint, ex calciatore trinidadiano
- 26 agosto - Spyridōn Vallas, ex calciatore greco
- 27 agosto - Patrick J. Adams, attore canadese
- 27 agosto - Hernâni Borges, ex calciatore capoverdiano
- 27 agosto - Clarissa Chun, lottatrice statunitense
- 27 agosto - Andrzej Domański, economista e politico polacco
- 27 agosto - Alessandro Gamberini, ex calciatore italiano
- 27 agosto - Maxwell Scherrer Cabelino Andrade, dirigente sportivo e ex calciatore brasiliano
- 27 agosto - Karla Mosley, attrice statunitense
- 27 agosto - Óscar Pérez Bovela, ex calciatore spagnolo
- 27 agosto - Pablo Piñones-Arce, allenatore di calcio e ex calciatore svedese
- 27 agosto - Israel Rodríguez, pallavolista spagnolo
- 27 agosto - Collin Samuel, ex calciatore trinidadiano
- 28 agosto - Alessandra Barzaghi, attrice e conduttrice televisiva italiana
- 28 agosto - Rubén Bustos, ex calciatore colombiano
- 28 agosto - Dan Deacon, musicista e compositore statunitense
- 28 agosto - Martin Erat, ex hockeista su ghiaccio ceco
- 28 agosto - Marco B. Bucci, sceneggiatore, fumettista e autore di giochi italiano
- 28 agosto - Clarisa Fernández, ex tennista argentina
- 28 agosto - Charlie Frye, allenatore di football americano e ex giocatore di football americano statunitense
- 28 agosto - Gavin Griffin, giocatore di poker statunitense
- 28 agosto - Daniel Gygax, ex calciatore e allenatore di calcio svizzero
- 28 agosto - Marius Johnsen, ex calciatore norvegese
- 28 agosto - Saša Knežević, ex cestista e modello austriaco
- 28 agosto - Thomas Léonard, arbitro di calcio francese
- 28 agosto - Mobulu M'Futi, ex calciatore congolese (Repubblica Democratica del Congo)
- 28 agosto - Oluchi Okorie, ex cestista nigeriana
- 28 agosto - Jake Owen, cantante statunitense
- 28 agosto - Giovanni Passiglia, ex calciatore italiano
- 28 agosto - Dania Pastore, ex pallamanista italiana
- 28 agosto - Ėl'dar Salavatov, regista russo
- 28 agosto - Milda Sauliūtė, cestista lituana
- 28 agosto - Manuel Scalise, allenatore di calcio e ex calciatore italiano
- 28 agosto - Amara Sy, ex cestista francese
- 28 agosto - Szilvia Török, ex cestista ungherese
- 28 agosto - Vũ Như Thành, calciatore vietnamita
- 28 agosto - Agata Wróbel, ex sollevatrice polacca
- 28 agosto - Gabriel Wüthrich, allenatore di calcio e ex calciatore svizzero
- 29 agosto - Ahmad Hassan Abdullah, mezzofondista keniota
- 29 agosto - Lanny Barby, ex attrice pornografica canadese
- 29 agosto - Danielle Browning, ex velocista giamaicana
- 29 agosto - Brian Chesky, imprenditore e designer statunitense
- 29 agosto - Émilie Dequenne, attrice belga († 2025)
- 29 agosto - Valeria Di Napoli, scrittrice e sceneggiatrice italiana
- 29 agosto - Hugues Duboscq, ex nuotatore francese
- 29 agosto - Horacio Erpen, ex calciatore argentino
- 29 agosto - Emily Hampshire, attrice e doppiatrice canadese
- 29 agosto - Branislav Obžera, ex calciatore slovacco
- 29 agosto - Barbara Petrillo, ballerina, attrice e showgirl italiana
- 29 agosto - Siarhei Rutenka, ex pallamanista bielorusso
- 29 agosto - Jay Ryan, attore neozelandese
- 29 agosto - Angela Stone, attrice pornografica statunitense († 2019)
- 29 agosto - Brandon Trost, direttore della fotografia, effettista e regista statunitense
- 29 agosto - Zeng Shaoxuan, ex tennista cinese
- 30 agosto - Grégory Béranger, ex calciatore francese
- 30 agosto - Simone Crisari, doppiatore italiano
- 30 agosto - Ben Dewar, ex cestista statunitense
- 30 agosto - Diodato, cantautore italiano
- 30 agosto - Brian Greene, ex cestista statunitense
- 30 agosto - Georg Harding, allenatore di calcio, dirigente sportivo e ex calciatore austriaco
- 30 agosto - Anaysi Hernández, judoka cubana
- 30 agosto - Trésor Kandol, ex calciatore della Repubblica Democratica del Congo
- 30 agosto - Tomasz Majewski, ex pesista polacco
- 30 agosto - Veniamin Mandrykin, calciatore russo († 2023)
- 30 agosto - Giulia Momoli, giocatrice di beach volley e pallavolista italiana
- 30 agosto - Édgar Moreno, ex cestista colombiano
- 30 agosto - André Niklaus, multiplista tedesco
- 30 agosto - Amanda Overland, ex pattinatrice di short track canadese
- 30 agosto - Franklin Salas, ex calciatore ecuadoriano
- 30 agosto - Mohamed Sobhy, calciatore egiziano
- 30 agosto - Riste Stefanov, ex cestista macedone
- 30 agosto - Adam Wainwright, giocatore di baseball statunitense
- 30 agosto - Monsef Zerka, ex calciatore marocchino
- 31 agosto - Örn Arnarson, nuotatore islandese
- 31 agosto - 40 Cal., rapper statunitense
- 31 agosto - Joshua Close, attore canadese
- 31 agosto - Jeanne Colignon, schermitrice francese
- 31 agosto - T.J. Cummings, ex cestista statunitense
- 31 agosto - Jasmine Jae, attrice pornografica britannica
- 31 agosto - JerryC, compositore e chitarrista taiwanese
- 31 agosto - Lars Jungnickel, ex calciatore tedesco
- 31 agosto - Basil Khalil, regista e sceneggiatore palestinese
- 31 agosto - Michal Meduna, calciatore ceco
- 31 agosto - Nawaf Mubarak, calciatore emiratino
- 31 agosto - Dwayne Peel, ex rugbista a 15 e allenatore di rugby a 15 britannico
- 31 agosto - Plenette Pierson, ex cestista e allenatrice di pallacanestro statunitense
- 31 agosto - Gareth Pugh, stilista inglese
- 31 agosto - Joe Swanberg, attore, regista e sceneggiatore statunitense
- 31 agosto - Stanislav Zacharov, ex pattinatore artistico su ghiaccio russo